# College (2008)
College is een tienerfilm uit 2008 onder regie van Deb Hagan.

## Verhaal
Kevin Brewer is laatstejaars op de middelbare school. Hij lijkt het perfecte leven te leiden, totdat zijn vriendin Gina hem dumpt omdat hij volgens haar te saai is. Ze zouden dat weekend eigenlijk de Fieldmont University bezoeken om te kijken of ze er wilden studeren, maar Kevin heeft nu geen behoefte meer om daarnaartoe te gaan. Zijn beste vrienden Carter en Morris overtuigen hem dat het misschien goed voor hem is een weekend afleiding te zoeken. Eenmaal op de campus krijgt hij met verschillende problemen te maken, waaronder gemene studenten en ontgroening. Ook ontmoeten de vrienden een groep aantrekkelijke jongedames. Zo wordt Kevin verliefd op Kendall, de vriendin van de stoere Teague. Wanneer hij daarvan op de hoogte wordt gesteld, maakt hij Kevin zijn verblijf zuur.

## Rolverdeling
- Drake Bell - Kevin Brewer
- Andrew Caldwell - Carter Scott
- Kevin Covais - Morris Hooper
- Haley Bennett - Kendall
- Camille Mana - Heather
- Nathalie Walker - Amy
- Nick Zano - Teague
- Ryan Pinkston - Fletcher
- Alona Tal - Gina
- Verne Troyer - Verne Troyer
- Carolyn Moss - Riley
- Andree Moss - Ashley
- Brandi Gerard - College meisje #1
- Jessica Heap - College meisje #2
- Zach Cregger - Cooper
- Valentina Vaughn - Penthouse Pet #1
- Heather Vandeven - Penthouse Pet #2